# Aeropuerto de Turlátovo
El Aeropuerto de Turlátovo (en ruso: Аэропорт Турлатово) (IATA: RZN, OACI: UUBR) es un aeropuerto en el óblast de Riazán, Rusia, localizado a 10 kilómetros al sudeste de Riazán. 
Se trata de una pequeña pista de aviación civil, que en la actualidad no tiene vuelos regulares. Se utiliza para prácticas de paracaidismo, entrenamiento y, en alguna ocasión, para pequeños vuelos no regulares.
El espacio aéreo está controlado desde el FIR de Moscú (ICAO: UUWV).

## Pista
El aeropuerto de Turlátovo dispone de una pista de hormigón en dirección 05/23 de 1.200x28 m. (3.937x92 pies).